# Patricia S. Cowingsová
Patricia S. Cowingsová, nepřechýleně Patricia S. Cowings (* 15. prosince 1948 Bronx, New York) je vesmírná psychofyzioložka a psycholožka. Byla první americkou ženou, kterou NASA vycvičila na pozici vědecké astronautky. Do vesmíru však neletěla, ačkoli byla náhradnicí pro let v roce 1979. Nejvíce se proslavila svými studiemi fyziologie astronautů ve vesmíru a zároveň pomohla objevit léky na nevolnost astronautů při pohybu (známá též jako kinetóza).

## Životopis
Patricia Cowingsová se narodila 15. prosince 1948 v Bronxu v New Yorku, kde také vyrostla společně se třemi bratry. Je jedinou dcerou Sadie a Alberta Cowingsových. Sadie pracovala jako asistentka učitelky v mateřské škole a Albert byl majitelem obchodu s potravinami, který později pracoval jako ostraha v Metropolitním muzeu umění.
Vystudovala High school of music & art na Manhattanu a po absolvování střední školy pokračovala ve studiu na Newyorské státní univerzitě ve Stony Brooku v oboru psychologie, kde v roce 1970 získala bakalářský titul a následně získala magisterský a doktorský titul v roce 1973 ve stejném oboru na Kalifornské univerzitě v Davisu. Při studiu si zapsala předmět určený pro inženýry, jehož cílem bylo vybavení pro raketoplán z pohledu možného budoucího uživatele. Během třídního výletu se dozvěděla o biomedicínských potížích pilotovaných letů do vesmíru v Amesové výzkumném centru, výzkumném středisku NASA.
Tato problematika ji zaujala natolik, že v centru začala posléze pracovat. Zde vyvinula a patentovala fyziologický tréninkový systém nazvaný Autogenic-Feedback Training Exercise, který umožňuje lidem naučit se samovolně ovládat až 24 tělesných reakcí během šesti hodin.
Se svými metodami dosáhla úspěchu a i nadále učila lidi, jak zvládat kinetózu, zlepšovat výkonnost pilotů záchranných jednotek a zmírňovat příznaky pacientů, kteří trpí nevolností, závratěmi a mdlobami. Spolu se svým manželem, Williamem B. Toscanem, se podílela na vzniku několika vědeckých článků.

## Ocenění
- Candace Award, National Coalition of 100 Black Women (1989)[4]
- NASA Individual Achievement Award (1993)
- Black Engineer of the Year Award (1997)[5]
- AMES Honor Award for Technology Development (1999)
- NASA Space Act Award for Invention (2002)
- National Women of Color Technology Award (2006)[5]
- NASA Space Act Board Award (2008)[5]
- Ames African American Advisory Group's (AAAG) Achievement Award (2010)[5]
- Celestial Torch Award from the National Society of Black Engineers (NSBE) in Los Angeles (2014)[5]
- NASA Group Achievement Award (2022)[5]